# Italo Gismondi
Italo Gismondi (geboren am 12. August 1887 in Rom; gestorben am 2. Dezember 1974 ebenda) war ein italienischer Architekt, Bauforscher und Klassischer Archäologe.
Als ausgebildeter Architekt trat Italo Gismondi 1910 in die Verwaltung der Altertümer und Kunstwerke Italiens ein und wurde Direktor der Ausgrabungen in Ostia Antica. Diese Position, in der er bald die Stellung eines Soprintendente einnahm, hatte er bis 1954 inne. Zugleich war er während dieser Zeit von 1919 bis 1938 Leiter der Soprintendenza alle Antichità für Rom I, das Stadtzentrum.

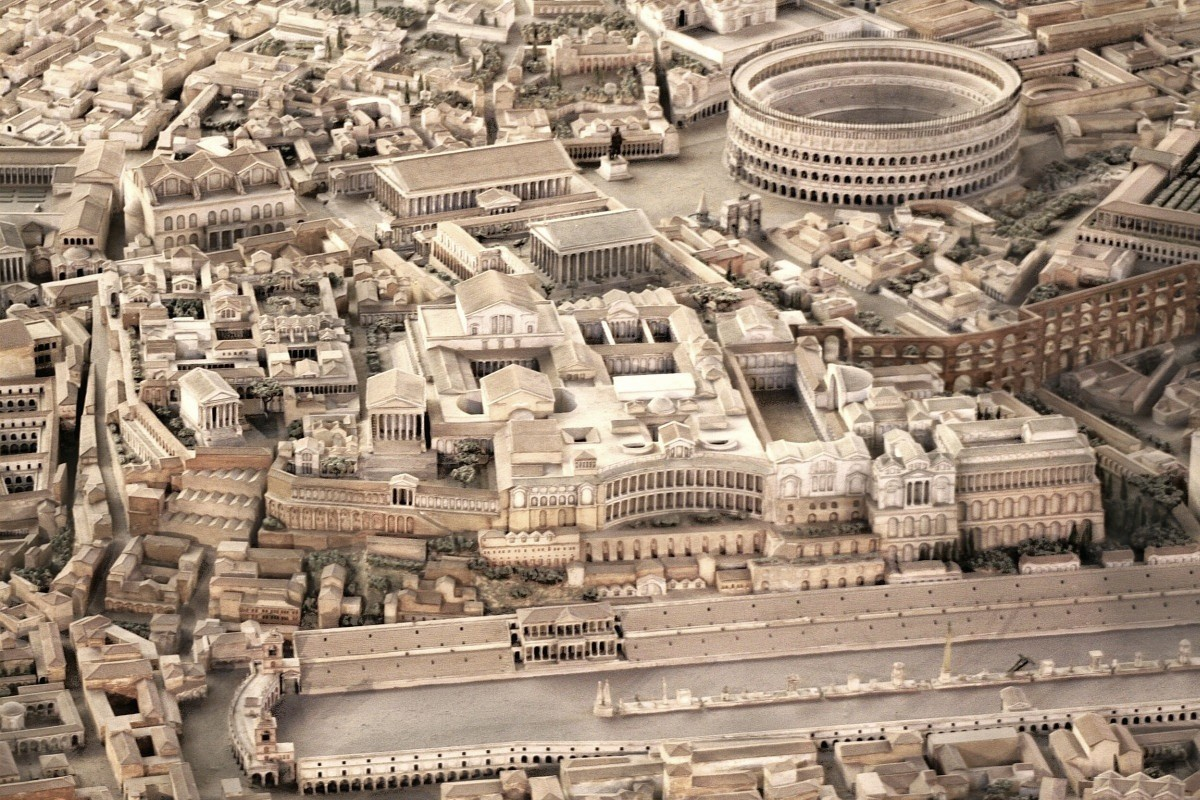
Ausschnitt des Palatin aus dem Rom-Modell Gismondis, Museo della Civiltà Romana

Ostia und Rom waren zeitlebens die Schwerpunkte seiner architekturhistorischen Untersuchungen, die es ihm erlaubten, aus geringen Resten archäologischer Hinterlassenschaften wichtige Rückschlüsse für die Rekonstruktion antiker Bauten zu ziehen. Grundlage war hierbei immer die Systematisierung des Fundmaterials und die Analyse architektonischer Details. Seine herausragenden Forschungsergebnisse, neben den Ergebnissen seiner Tätigkeit in Ostia, waren die Restaurierung von Nord- und Westsaal der Diokletiansthermen 1927 und die 1933 publizierten Pläne der Kaiserforen. Vor allem aber beschäftigte ihn das ursprünglich für die Mostra Augustea della Romanità erstellte Modell der Stadt Rom in konstantinischer Zeit im Maßstab 1:250, an dem er von 1935 bis 1971 wirkte und das im Museo della Civiltà Romana ausgestellt ist.
Auch für andere Soprintendenzen war Gismondi, dessen Arbeit und Erfahrung sehr geschätzt wurde, aktiv, so für die Soprintendenzen Abruzzen und Molise, Umbrien und das östliche Sizilien. Darüber hinaus war seine Expertise auf Italiens Ausgrabungen im Ausland und in den italienischen Kolonien gefragt. So nahm Gismondi auch an den Untersuchungen auf Rhodos und von Luigi Pernier in der Kyrenaika in Kyrene und in Tripolitanien teil und steuerte seine Pläne und Rekonstruktionszeichnungen bei.